# Léucade (ciudad)

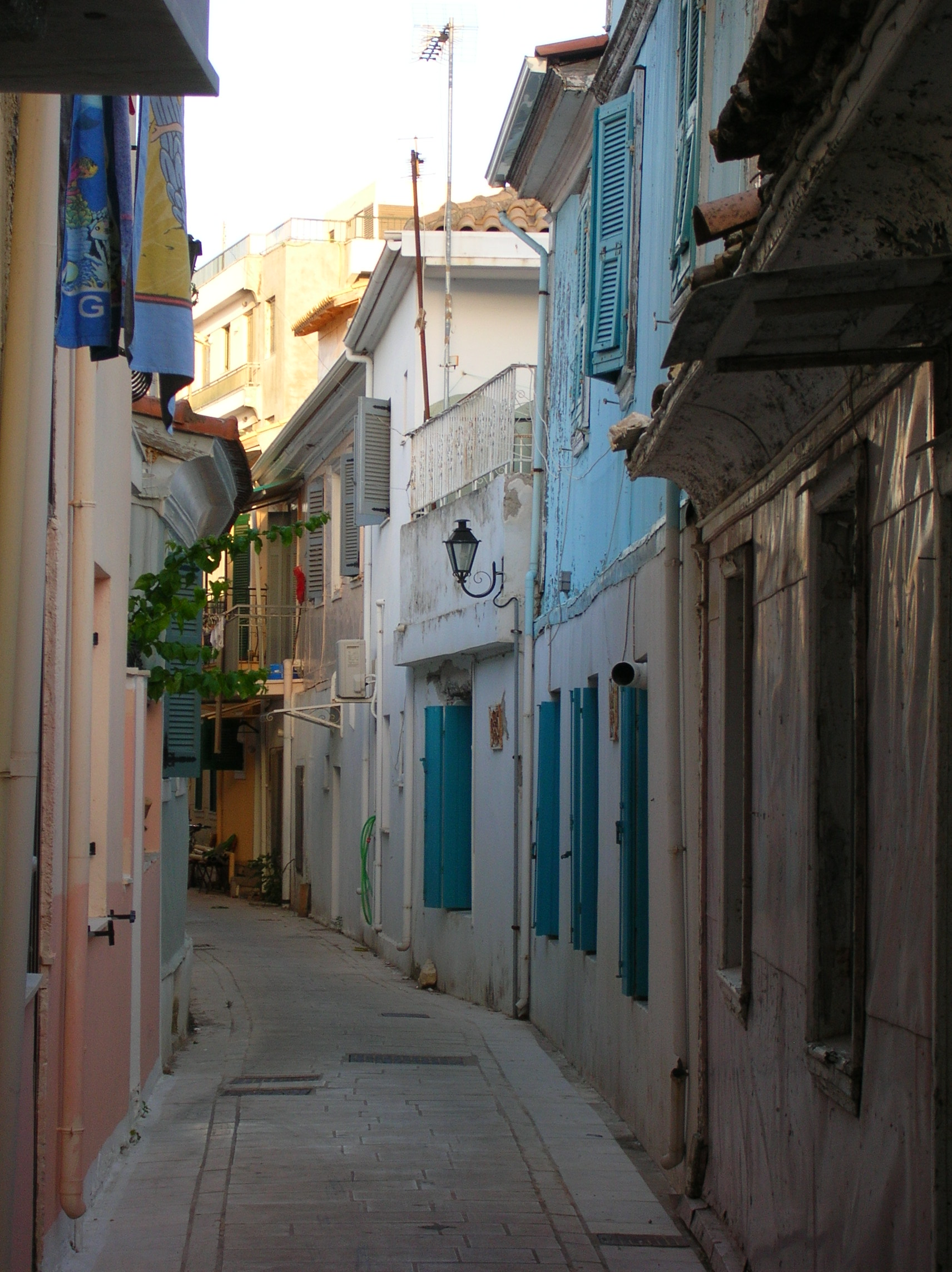
Una de las calles típicas de Léucade.

Léucade o Lefkada (en griego: Λευκάδα) es una ciudad de la isla de Léucade, una de las islas Jónicas. En el año 2011, su población ascendía a 8673 habitantes. Está situada en la costa noreste de la isla, frente al canal que la separa del continente y que se cruza mediante una carretera que discurre a través de un puente levadizo. 

## Historia
Según Estrabón, Léucade fue fundada cuando los corintios enviados por Cípselo y Gorgo (siglo VII a. C.) excavaron el canal que convirtió a Léucade en una isla. Entonces trasladaron la ciudad de Nérico al lugar que pasó a denominarse Léucade, un nombre que Estrabón hacía derivar de léucatas, un promontorio de color blanco.
Léucade participó con tres naves en la batalla de Salamina. En la batalla de Platea, los leucadios y los anactorios formaban una fuerza conjunta de 800 hoplitas.
Durante la guerra del Peloponeso la ciudad formó parte de la Liga del Peloponeso, la alianza comandada por los espartanos
En el año 368 a. C., se unió a la Segunda Liga ateniense. También formó parte de la alianza helénica contra Filipo II de Macedonia y contra Antípatro. Se unió a la Confederación Acarnania hacia los años 280-265 a. C.
Tito Livio relata el asedio y la conquista de la ciudad por los romanos en el año 197 a. C.